# Dong Xiaowan
Dong Xiaowan (kinesiska: 董小宛) född 1624, död 1651, var en kinesisk yiji.
Dong Xiaowan beskrivs som den främsta yiji under sin yrkesverksamma tid, berömd för sin skönhet och sina talanger i sång, matlagning, sömnad och kunskap i teceremonin. Hon beskrivs som stillsam och tillbakadragen, och ska ha känt en stor längtan efter att gifta sig med en "like".
Hon tilldrog sig uppmärksamhet från Mao Xiang, känd som en av "De fyra unga mästarna", som hade ett stort intresse för yiji och hade flera av dem i sitt "stall", där han gav dem utrymme att fokusera på sina konstnärstalanger. Dong Xiaowan bad Mao Xiang att gifta sig med henne, och inledde en lång kampanj för att övertala honom. Under denna tid var det dock olagligt för yiji att gifta sig med medlemmar av adeln förrän de hade "rehabiliterats", och även efter detta blev de ofta enbart bihustrur, konkubiner. Efter hans examen, kunde en välgörare köpa Dong Xiaowan fri från hennes skulder och få henne struken ur musikerregistret. Därefter gifte sig Mao Xiang med henne som bihustru.
Under sitt gifta liv beskrivs hon som en idealisk konkubin, lojal mot sin make och undergiven hans huvudhustru och mor. Hon vägrade att delta i fester mer, men hon var fortfarande konstnärligt sysselsatt i makens hem: hon hjälpte honom att översätta dikter, och utgav böcker om arrangemang av fester, skötsel av juveler, kvinnokläder och andra ämnen.
När manchuerna erövrade Kina 1644 förklarade sig maken trogen Mingdynastin och följde dess tronpretendent Zhu Yousong, som han förblev lojal mot även sedan manchuerna lagt deras hemprovins Zheijang under sig 1645. Dong Xiaowan följde honom även under denna tid och visade ständigt sin trohet och lojalitet. De instabila förhållandena skadade dock hennes hälsa, och hon drabbades av en kronisk sjukdom, som hon avled i innan hon hunnit fylla trettio. Hennes make lät efter hennes död ge ut ett poem som prisade hennes trohet.
Dong Xiaowan har ofta förväxlats med den kejserliga konkubinen Dong E Fei, och en legend har därför uppkommit om att hon kidnappades och fördes till kejsarens harem. Forskning har dock visat att detta är en förväxling av två personer.    